# Terre della corona francese
Col termine di terre della corona francese o più propriamente demesne royale in Francia ci si riferisce a quei feudi direttamente posseduti dai re di Francia. Mentre il termine oggi si riferisce ad un'unità territoriale, il diritto originariamente era riferito a "castelli, villaggi e tenute, foreste, città, case religiose e vescovati, ed ai diritti di giustizia, pedaggio e tassa" effettivamente detenuti dal re sui propri domini. In termini di territorio, prima del regno di Enrico IV il dominio reale non comprendeva la totalità del territorio del regno di Francia dal momento che nel corso del medioevo gran parte dello stato era stato ampiamente frammentato tra una miriade di signori feudali minori
Nei secoli X e XI, i primi Capetingi (pur essendo re di Francia) non erano i più potenti feudatari di Francia in termini di possedimento dei territori. Pazientemente, essi seppero usare la legge feudale (ed in particolare la confisca dei feudi ai vassalli ribelli), la conquista, l'annessione, i matrimoni d'interesse e l'acquisto per incrementare il loro dominio effettivo sulle terre di Francia. Al tempo di Filippo IV, il termine di "dominio reale" iniziò a spostarsi dal possedimento della terra alla vera e propria unità territoriale francese, e dal XVI secolo si può dire che il demesne royale iniziò effettivamente a coincidere con l'intero regno. Ad ogni modo, il sistema medievale dell'appannaggio (concessione di un feudo da parte di un sovrano ad un suo figlio ultrogenito, con l'obbligo di restituirlo alla Corona all'estinzione della sua linea maschile) alienò nuovamente grandi territori giungendo a creare pericolosi rivali (come ad esempio il Ducato di Borgogna nel XIV-XV secolo).
Nel corso delle Guerre di religione in Francia l'alienazione della terra e dei feudi del dominio real venne frequentemente criticata. L'Editto di Moulins (1566) dichiarò che il "dominio reale" (definito nel secondo articolo del documento come tutte le terre controllate dalla Corona per più di dieci anni) non potesse più essere alienato, ad eccezione di due soli casi: in caso di emergenza finanziaria con l'opzione perpetua di riacquistare quella stessa terra e per appannaggio, caso in cui si è detto comunque la terra faceva ritorno alla Corona dopo l'estinzione della linea maschile prescelta per quel beneficio.
Tradizionalmente, ci si aspettava che il re vivesse ampiamente delle rendite generate dal dominio real, ma necessità fiscali, in particolare in tempo di guerra, portarono sovente i re a richiedere tasse "eccezionali" come ad esempio la taille su tutto il regno (la taille divenne permanente nel 1439).

## Cronologia della formazione del dominio reale francese

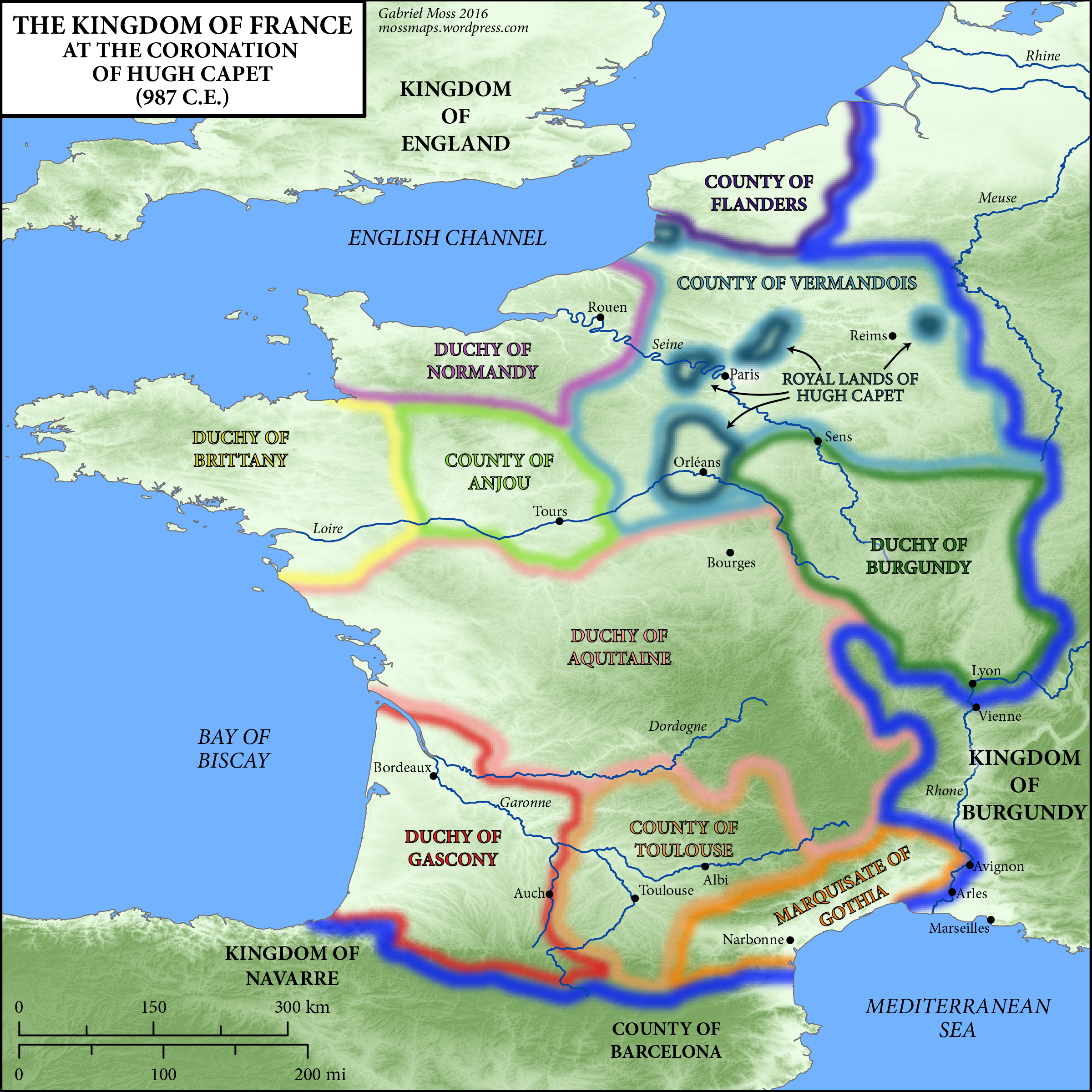
Il Regno di Francia all'epoca di Ugo Capeto. Il dominio francese è in blu.

### Casa dei Capetingi

#### Regno di Ugo Capeto
All'inizio del regno di Ugo Capeto, i possedimenti della Corona erano ben pochi e consistevano essenzialmente in alcuni possedimenti nell'Île-de-France e nell'Orléanais (Senlis, Poissy, Orléans), con altri possedimenti isolati come ad esempio Attigny. Queste terre erano in gran parte state ereditate dai Robertingi, diretti antenati dei Capetingi.
- 988: Montreuil-sur-Mer, il primo porto detenuto dai Capetingi, acquisito tramite il matrimonio del principe ereditario Roberto (futuro Roberto II di Francia) con Rozala, vedova del conte Arnolfo II delle Fiandre.

#### Regno di Roberto II
- 1016: acquisizione del Ducato di Borgogna. Il re era nipote del duca Enrico di Borgogna che divise la sua proprietà alla sua morte tra i suoi eredi.
- Roberto ottenne le contee di Parigi, Dreux e Melun, e negoziò l'acquisizione (1055) di parte di Sens.[4]

#### Regno di Enrico I

Il regno di Francia nel 1030. Il dominio reale è indicato in blu.

- 1034: il re concede il Ducato di Borgogna a suo fratello Roberto[5] (il ducato rimarrà ai suoi discendenti sino al 1361; vedi Casa di Borgogna)
- 1055: annessione della Contea di Sens.

#### Regno di Filippo I
- 1068: acquisizione di Gâtinais e Château-Landon dal conte Folco IV d'Angiò
- 1077: annessione del Vexin
- 1081: acquisizione di Moret-sur-Loing
- 1101: acquisizione della vicecontea di Bourges e della signoria di Dun-sur-Auron da Oddone Arpin di Bourges

#### Regno di Luigi VI
- il re trascorre gran parte degli anni del suo regno a pacificare e consolidare il dominio regio combattendo anche certi signori feudali (signori di Montlhéry, di Coucy, di Puiset, di Crécy...)
- da Folco, visconte di Gâtinais, Luigi acquista Moret, Le Châtelet-en-Brie, Boësses, Yèvre-le-Châtel e Chambon.
- altre aggiunte al domino reale comprendono: Montlhéry e Châteaufort, Chevreuse, Corbeil, Meung-sur-Loire, Châteaurenard e Saint-Brisson.[6]

#### Regno di Luigi VII

Il regno di Francia nel 1154. Il dominio francese è indicato in blu scuro.

- 1137: matrimonio di Luigi con Eleonora d'Aquitania, Duchessa di Aquitania e Guascogna e contessa di Poitou. Per matrimonio, Luigi ottiene gran parte della Francia sud-occidentale.
- 1137: Luigi concede Dreux a suo fratello Robert.[5]
- 1151: separazione di Luigi VII ed Eleonora di Aquitania, che nel 1152 sposa Enrico Plantageneto, conte d'Angiò, del Maine e duca di Normandia, il quale nel 1154 diviene re d'Inghilterra. Le terre di Eleonora passano nella dote di Enrico.
- 1160: concede il Vexin a sua figlia Margherita come dote.[6]

#### Regno di Filippo II Augusto
- 1184: ottiene Montargis.[7]

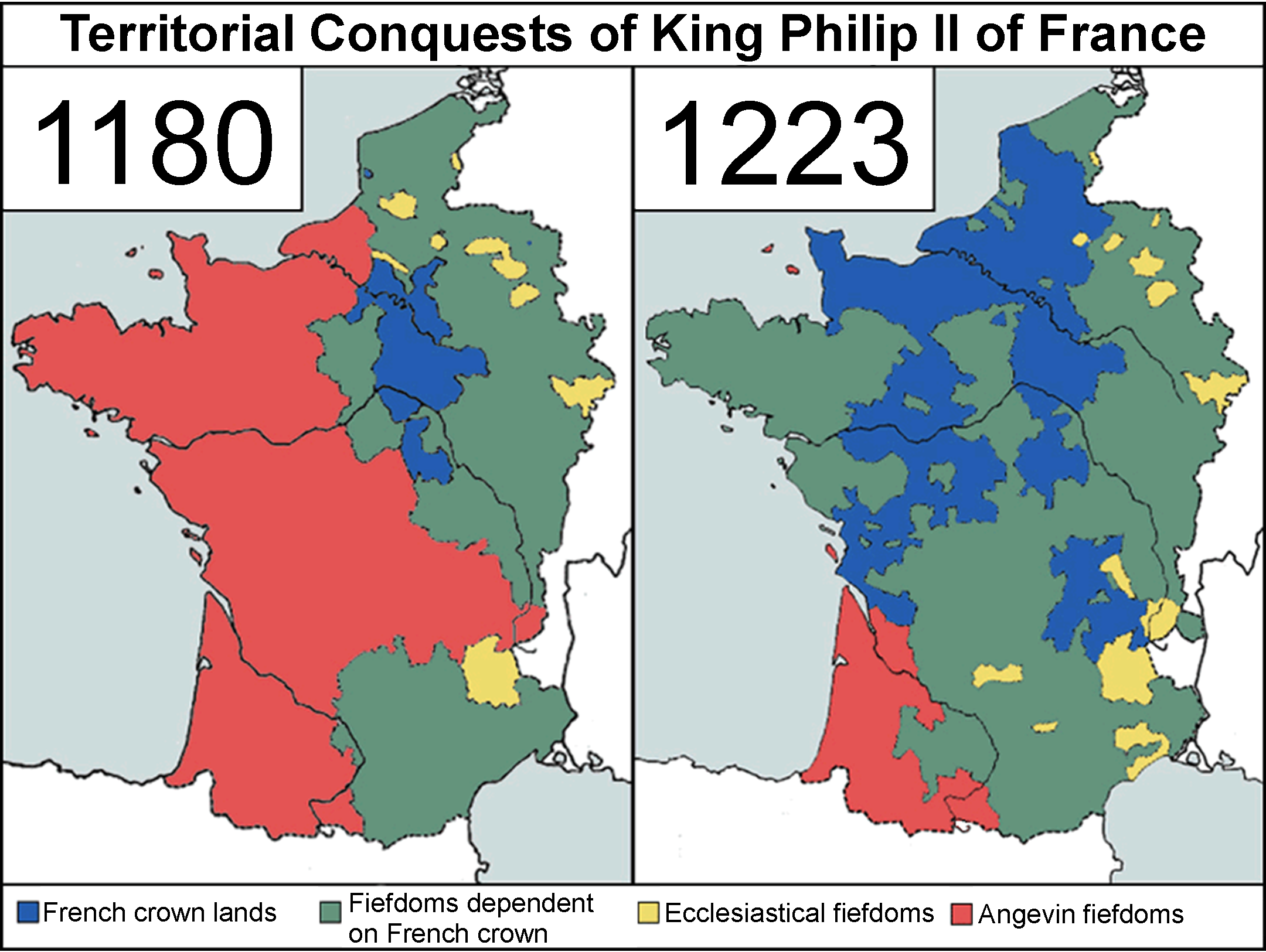
Le conquiste territoriali di Filippo II Augusto al'epoca della sua incoronazione (1180) ed al tempo della sua morte (1223).

- 1185: col Trattato di Boves, ottiene Amiens e Montdidier, Roye, Choisy-au-Bac e Thourotte oltre ai diritti d'eredità sul Vermandois e sul Valois.[7]
- 1187: ottiene Tournai dal vescovo locale.[7]
- confisca Meulan, Gisors, e altri castelli.[7]
- 1191: alla morte di Filippo d'Alsazia, conte delle Fiandre, la contea di Artois e le sue dipendenze, eredità della regina Isabella di Hainaut, passano al principe Luigi. Queste aree saranno integrate nel dominio real solo con l'ascesa di Luigi al trono nel 1223.[7]
- 1191: la contea di Vermandois viene acquisita dal re dopo la morte di Elisabetta di Vermandois, erede della contea. Confermato nel 1213 da Eleonora di Vermandois sorella di Elisabetta. Filippo ottiene inoltre il Valois.
- 1200: annessione del Vexin normanno
- 1200 le contee di Évreux e Issoudun vengono annesse in cambio del riconoscimento da parte del re di Francia di Giovanni d'Inghilterra a re d'Inghilterra.[7]
- 1204: confisca del Ducato di Normandia, di Touraine, Anjou, Saintonge e, temporaneamente, del Poitou a Giovanni d'Inghilterra.
- 1208: La Ferté-Macé confiscata a Guglielmo IV di Ferté-Macé
- 1220: la contea di Alençon viene riunita al dominio reale in assenza di un erede maschio del conte Roberto IV.

#### Regno di Luigi VIII
- 1223: Philip Hurepel, fratellastro del re, riceve in appannaggio le contee di Boulogne (Boulogne-sur-Mer) e Clermont (Clermont-en-Beauvaisis), oltre ai feudi di Domfront, Mortain e Aumale.
- Poitou, Saintonge, Angoumois, Périgord e parte del Bordelais vengono confiscate al re d'Inghilterra.
- a seguito della Crociata contro gli albigesi (1209–1229) contro i catari ed il conte di Tolosa, il re annette la Contea di Tolosa e l'erede di questa, Giovanna di Tolosa, sposa Alfonso, conte di Poitou, figlio del re, nel 1237.
- 1225: nel suo testamento, Luigi concede l'appannaggio dell'Artois e l'eredità di sua madre a suo figlio secondogenito Roberto; Poitou e Alvernia al suo terzogenito Alfonso; e l'Angiò con il Maine al suo quartogenito Giovanni (alla morte di Giovanni, questi possedimenti passeranno al settimo figlio di Luigi, Carlo).[8]

#### Regno di Luigi IX
- 1229: Raimondo VII di Tolosa cede al re le sénéchaussées di Nîmes–Beaucaire e di Béziers–Carcassonne (Trattato di Parigi (1229))
- 1237: il re conferma l'appannaggio della contea di Artois a suo fratello Roberto I d'Artois.
- 1241: il re conferma l'appannaggio di Poitou a suo fratello Alfonso, conte di Poitou.
- 1249: Alfonso, conte di Poitou, jure uxoris succede a Raimondo VII di Tolosa.
- 1255: la contea di Beaumont-le-Roger viene ricomprata da Raoul di Meulan.
- 1258: il re rinuncia al Rossiglione e alla Catalogna; in cambio il re d'Aragona rinuncia alla Provenza ed alla Linguadoca (Trattato di Corbeil (1258))
- 1259: acquisizione delle signorie di Domfront e di Tinchebray.
- 1259: il re concede al re d'Inghilterra Enrico III il Ducato di Aquitania e gli promette Saintonge, Charente e Agenais in caso della morte senza eredi del conte di Tolsa, Alfonso di Poitiers (Trattato di Parigi (1259))
- 1268 il re concede la contea di Alençon e Perche a suo figlio Pietro.
- il re concede in appannaggio la contea di Valois a suo figlio Giovanni Tristano e Clermont-en-Beauvaisis a suo figlio Roberto[8]

#### Regno di Filippo III
- 1271: ritorno della contea di Tolosa, Poitou e Alvernia, assieme al contado venassino, appannaggi di Alfonso conte di Poitou, al dominio reale
- 1274: acquisizione della contea di Nemours
- 1274: il re cede metà del Contado venassino a papa Gregorio X
- 1283: Perche e la contea di Alençon vengono ereditate dal fratello del re, Pietro I d'Alençon.
- 1284: acquisizione della contea di Chartres.
- il re concede in appannaggio il Valois al suo secondogenito, Carlo e Beaumont-en-Oise al suo terzogenito Luigi.[5]

#### Regni di Filippo IV e suoi figli
- 1284: matrimonio di Filippo, futuro re di Francia, con la regina Giovanna I di Navarra, contessa di Champagne. La contea di Champagne viene riunita ai domini reali (atto ufficializzato nel 1361)
- 1285–1295: acquisizione della contea di Guînes dal conte Arnoldo III che necessita di denaro per pagare un debito.
- 1286: acquisizione della contea di Chartres da Giovanna di Blois-Châtillon, vedova di suo zio Pietro
- 1292: Ostrevant
- 1295: il re rinuncia a parte della contea di Guines.
- Filippo IV concede in appannaggio Alençon, Chartres e Perche a suo fratello Carlo e Évreux a suo fratello Luigi. Per matrimonio, Carlo acquisisce inoltre la contea del Maine e di Angiò. Ai suoi figli, Filippo da in appannaggio la contea di Poitiers a Filippo, La Marche e Angoulême a Carlo.[5]
- 1308: acquisizione della Contea di Angoulême, di Fougères e di Lusignano da Iolanda di Lusignano
- 1313: Confisca di Tournai - appartenente al Sacro Romano Impero - a Marie de Mortagne.
- 1322: la contea di Bigorre viene incorporata nel dominio reale all'incoronazione di re Carlo IV che l'ha ereditata da sua madre Giovanna I di Navarra

### Casa dei Valois

#### Regno di Filippo VI
- gli appannaggi del nuovo re (Valois, Angiò, Maine, Chartres ed Alençon) vengono riuniti al dominio reale.
- 1336: conquista della Contea di Ponthieu, concessa al re d'Inghilterra nel 1360.
- 1343–1349: il Delfinato viene venduto al regno di Francia dal delfino del Viennese
- 1349: acquisizione per il regno di Francia della signoria di Montpellier da Giacomo III di Majorca, re spodestato di Majorca, per la somma di 120.000 scudi.

#### Regno di Giovanni II
- 1350–1360: dopo la morte di Raoul II di Brienne, conte di Guînes, e connestabile di Francia (decapitato per tradimento), la contea di Guînes viene confiscata. Verrà ceduta agli inglesi col trattato di Brétigny.
- 1360: col Trattato di Brétigny, l'Aquitainia (1/3 del regno) viene concessa al re d'Inghilterra per ottenere il rilascio del re di Francia, prigioniero dalla Battaglia di Poitiers (1356).
- 1360: Giovanni, duca di Berry riceve in appannaggio il Ducato di Berry. Viene inoltre creato conte di Poitiers (1357–1416), conte di Mâcon (c. 1360–1372), conte di Angoulême e Saintonge (bef. 1372–1374) e conte di Étampes (1399–1416). Alla sua morte, queste terre tornano al dominio reale Ottiene inoltre il ducato di Alvernia.
- 1361: il re concede Touraine in appannaggio a suo figlio Filippo.
- 1361: il re riesce a pretendere il ducato di Borgogna come erede legittimo più prossimo.

#### Regno di Carlo V
- grazie a Du Guesclin, il re recupera il ducato di Aquitainia.
- 27 maggio 1364: la città di Montivilliers viene staccata dalla contea di Longueville ed annessa al dominio reale.
- 1364: Filippo il Temerario riceve in appannaggio il ducato di Borgogna
- 1371: acquisto della Contea di Auxerre
- 1377: Dreux ritorna al dominio reale

#### Regno di Carlo VI

Il dominio reale e gli appannaggi durante il primo regno di Carlo VI.

- 1392: l'appannaggio di Orléans viene concesso a Luigi I di Valois, duca di Orléans, fratello del re. Egli diviene inoltre conte di Valois (1386?), duca di Touraine (1386), conte di Blois (1397; la contea viene venduta da Guy II di Blois alla morte del suo unico figlio), conte di Angoulême (1404), Périgord, Dreux e Soissons.
- 1416: l'appannaggio del duca di Berry torna al dominio reale dopo la morte di Giovanni, duca di Berry, zio del re.
- 1416: il re ricrea l'appannaggio di Berry per suo figlio Giovanni che però muore nel 1417.
- 1417: il re concede l'appannaggio di Berru a suo figlio futuro Carlo VII di Francia.

#### Regno di Carlo VII
- 1424: il ducato di Touraine viene concesso ad Archibald Douglas, IV conte di Douglas, ucciso in quello stesso anno a Verneuil.
- 1434: Amboise viene confiscato a Luigi d'Amboise (che aveva complottato contro Georges de la Trémoille, favorito del re) ed il possedimento viene riunito alla corona.
- 1453: alla morte di Matteo di Foix, la contea di Comminges viene incorporata nel dominio reale

#### Regno di Luigi XI

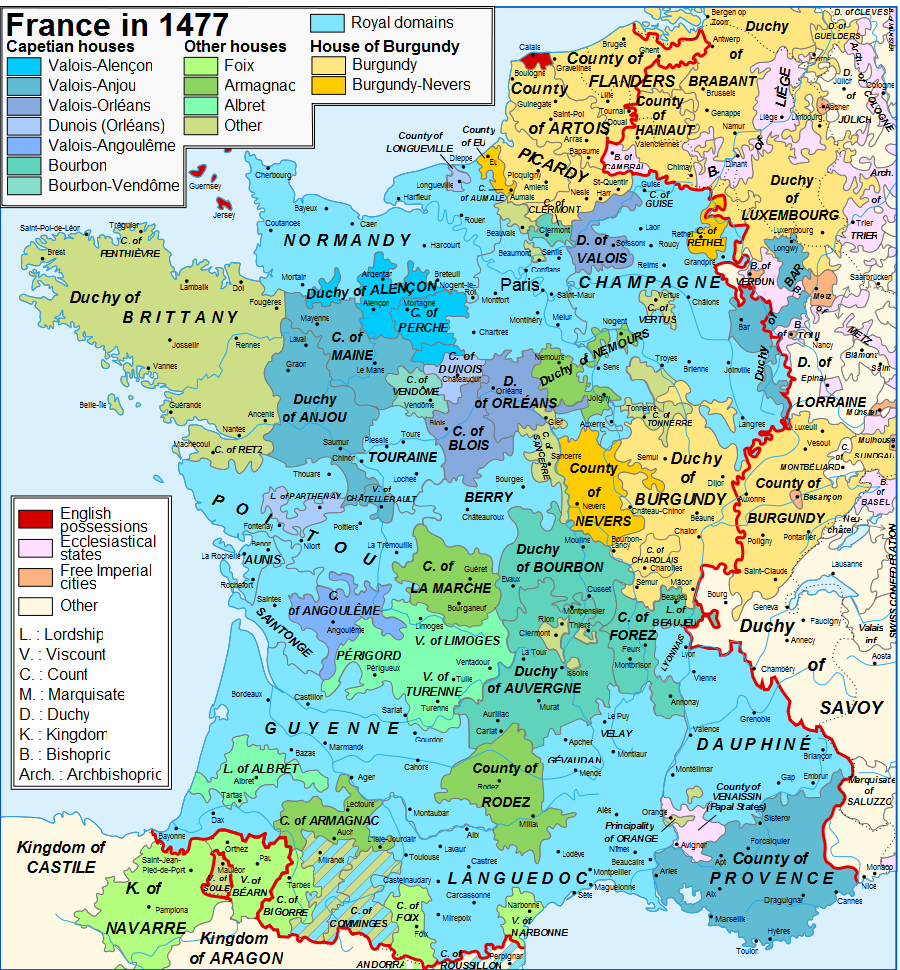
Mappa della Francia nel 1477

- 1461–1472: il re concede il ducato di Berry in appannaggio a suo fratello Carlo. Insoddisfatto, Carlo si unisce ad altri nobili feudali. Al Trattato di Conflans del 1465, Carlo di Francia scambia il Berry per il Ducato di Normandia (1465–1469). Nel 1469, Carlo viene costretto a scambiare la Normandia per il Ducato di Guyenne (1486-1472).
- 1462: il re aliena la contea di Comminges, concedendola a Jean de Lescun.
- 1477: la contea di Ponthieu viene definitivamente riunita la dominio reale.
- 1478: la contea di Boulogne viene acquisita per scambio.
- 1481: Carlo IV d'Angiò, duca d'Angiò, conte del Maine, Guisa, Mortain e Gien, viene succeduto da suo zio Renato I d'Angiò come duca d'Angiò e conte di Provenza e Forcalquier, il quale morendo lascia le sue terre a suo cugino Luigi XI di Francia.
- 1482: col Trattato di Arras, il ducato di Borgogna e Piccardia vengono riuniti al dominio reale.
- 1482: acquisizione della vicecontea di Châtellerault.

#### Regno di Carlo VIII
- 1483: le signorie di Châtel-sur-Moselle e Bainville sono acquisite dal Ducato di Bar.
- 1491: il matrimonio del re con la duchessa Anna di Bretagna dà il via all'unione personale del Ducato di Bretagna al regno di Francia.

#### Regno di Luigi XII
- 1498: incoronazione del nuovo re che porta i suoi appannaggi (Valois e Orléans) ancora una volta nel dominio reale, e la contea di Blois viene integrata nel dominio reale per la prima volta.
- 1498: il secondo matrimonio del re con la duchessa Anna di Bretagna continua l'unione personale della Bretagna alla Francia, interrotta solo da Anna che, rimasta vedova, proclamò nuovamente l'indipendenza della Bretagna.
- 1498: alla morte di Odet di Aydie, la contea di Comminges (alienata nel 1462) ritorna alla corona.
- 1499: il re concede il ducato di Berry all'ex moglie Giovanna di Francia.
- 1504–1512: il ducato di Nemours ritorna al dominio reale. Nel 1507, viene concesso a Gastone di Foix, ma ritorna al regno alla morte di questi nel 1512.

#### Regno di Francesco I
- 1515: Nemours viene concessa a Giuliano di Lorenzo de' Medici. Il ducato passa nel 1524 alla madre di Francesco, Luisa di Savoia, e rimane alla casata dei Savoia sino al 1659.
- 1531: i possedimenti del Carlo III di Borbone, caduto in disgrazia, vengono confiscati: Borbonese, Alvernia, contee di Montpensier, Clermont, Mercœur e Forez

Dal regno di Francesco I, il concetto di "dominio reale" inizia a coincidere col regno di Francia in generale; l'appannaggio della Casa di Borbone ad ogni modo ne rimane alienato.
- 1532: unione del Ducato di Bretagna alla Francia, l'eredità di Claudia di Francia, figlia di Anna di Bretagna. Il delfino diviene duca di Bretagna ma muore prima di poter ascendere al trono di Francia.

#### Regno di Enrico II
- 1547: per la prima volta il titolo di duca di Bretagna e re di Francia vengono mantenute dalla medesima linea di primogenitura. Questo segna la fine dell'unione personale tra Bretagna e Francia.
- 1548: il ducato di Châtellerault viene conferito a James Hamilton, II conte di Arran.
- 1558: riconquista e incorporazione di Calais da parte dei francesi che la uniscono alle terre della corona sotto la guida di Enrico II, ponendo così fine a 150 anni di dominio inglese sull'area.

### Casa di Borbone

#### Regno di Enrico IV
- 1589: Enrico III di Navarra diviene re di Francia col nome di Enrico IV, succedendo a suo cugino Enrico III di Francia dopo il suo assassinio. Alla sua ascesa al trono, i regni di Navarra e Francia portano ad Enrico un vasto territorio da governare tra cui la contea di Soissons, i ducati di Alençon, Vendôme, Beaumont, la vicecontea di Limoges, la contea di Périgord, la contea di Rodez, il Ducato di Albret, le vicecontee di Lomagne, Marsan, Gabardan e Tursan, oltre alle contee di Fézensac, Quatre-Vallées, Gauré, Armagnac, Foix e Bigorre.
- 1589: il Regno di Navarra (Bassa Navarra e principato di Béarn) rimangono indipendenti ma in unione personale con la Francia.

#### Regno di Luigi XIII
- 1620: il re emette un editto, incorporando il regno di Navarra nella corona di Francia. Da quel momento in poi, mentre al cune prerogative vengono mantenute, il regno di Navarra non viene più considerato un regno separato dalla Francia.